# 福田克己
福田 克己（ふくだ かつみ、1910年5月10日- 2001年2月26日 ）は、日本の経営者。徳山曹達(現在のトクヤマ)社長、会長を務めた。

## 来歴・人物
山口県出身。1935年に神戸商科大学を卒業し、1937年に徳山曹達(のちのトクヤマ)に入社した。1960年11月に取締役に就任し、1970年11月に常務、1972年11月に専務を経て、1974年5月には社長に就任。1982年6月に会長に就任し、1986年6月に取締役相談役を経て、1988年6月には相談役に就任。
1988年11月に勲二等瑞宝章を受章。
2001年2月26日、心不全のために死去。90歳没。